# Ranunculus angustisepalus
Ranunculus angustisepalus W.T. Wang – gatunek rośliny z rodziny jaskrowatych (Ranunculaceae Juss.). Występuje endemicznie w Chinach, w południowo-wschodniej części Tybetu.

## Morfologia
PokrójBylina o nagich pędach. Dorasta do 10 cm wysokości.
LiścieMają pięciokątny kształt. Mają 0,5–1 cm długości oraz 0,5–1,5 cm szerokości. Są potrójnie klapowane. Nasada liścia ma ścięto sercowaty kształt. Ogonek liściowy jest nagi i ma 2–5 cm długości.
KwiatySą pojedyncze. Pojawiają się na końcówkach pędów. Mają żółtą barwę. Dorastają do 12 mm średnicy. Mają 4 łódkowato liniowe lub podłużne działki kielicha, które dorastają do 5 mm długości. Mają 5 prawie lancetowatych płatków o długości 6 mm.
OwoceNagie niełupki o długości 1–2 mm. Tworzą owoc zbiorowy – wieloniełupkę o jajowatym lub kulistym kształcie i dorastających do 3–7 mm długości.

## Biologia i ekologia
Rośnie na trawiastych stokach. Występuje na wysokości około 3600 m n.p.m. Kwitnie w sierpniu.